# 렐라시오네스 펠리그로사스
《렐라시오네스 펠리그로사스》(스페인어: Relaciones peligrosas)는 2012년 방영된 미국의 텔레노벨라이다.